# Зміївська балка
Зміївська балка - балка на північному заході Ростові-на-Дону, правий приплив Темерника. Відома тим, що в серпні 1942 а німецькими окупантами були розстріляні і вбиті іншими способами близько 27 тисяч жителів Ростова-на-Дону, головним чином євреїв. Це місце найбільшого масового знищення євреїв в Росії під час Голокосту. В даний час в Зміївській балці знаходиться меморіальний комплекс.

## Передісторія
В ході німецько-радянської війни німецькі війська захоплювали Ростов-на-Дону двічі. Перша окупація була короткочасною (17-28 листопада 1941) і організувати винищення євреїв німці не встигли. Вдруге Ростов був узятий 24 липня 1942 року. Незабаром після цього були видані накази про поголовну реєстрацію євреїв з 14 років і про носіння ними спеціальних розпізнавальних знаків.

## Масові страти
Загальне керівництво знищенням євреїв, військовополонених та інших осіб у цьому регіоні здійснювало керівництво айнзатцгрупи «D», командувач - Вальтер Біркамп. Безпосереднім організатором розстрілу був начальник зондеркоманди СС 10-a оберштурмбанфюрер Курт Крістман.
5 - 6 серпня 1942 року радянські військовополонені викопали в Зміївській балці великі ями і рови, після чого були там же розстріляні.
9 серпня був опублікований наказ, яким зобов'язав єврейському населенню Ростова з'явитися до 8 години ранку 11 серпня на збірні пункти для «переселення». Звідти людей групами по 200-300 осіб перевозили і переганяли до місця страти, де дорослих розстрілювали (частина була вбита в душогубка х), а дітей вбивали, змащуючи губи сильнодіючою отрутою. Разом з євреями в Зміївці також загинуло деяке число неєвреїв - членів їх сімей. Згодом там також розстрілювали підпільників, душевнохворих, військовополонених та інших радянських громадян.
Серед загиблих в Зміївській балці була відома психоаналітикиня Сабіна Шпільрейн і дві її дочки.

## Меморіал
9 травня 1975 в Зміївській балці був відкритий меморіал жертвам нацизму. У 1990-ті і 2000-ті роки меморіал прийшов в жалюгідний стан - музей не працював, асфальтове покриття доріжок зруйнувалося, газ в пальник Вічного вогню не подавався. У 2009 році розпочато ремонтно-відновлювальні роботи.
Меморіал в Зміївській балці відновлений в кінці листопада 2009-го року.
У 2011 році на меморіальному комплексі замінили пам'ятну дошку. На колишньою, встановленої у 2004 році, був напис: «11-12 серпня 1942 року тут було знищено нацистами понад 27 тисяч євреїв. Це найбільший в Росії меморіал Голокосту ». На новій табличці слово «євреїв» замінено на «27 тисяч мирних громадян Ростова-на-Дону і радянських військовополонених» .